# Biblioteca Universitária John Rylands

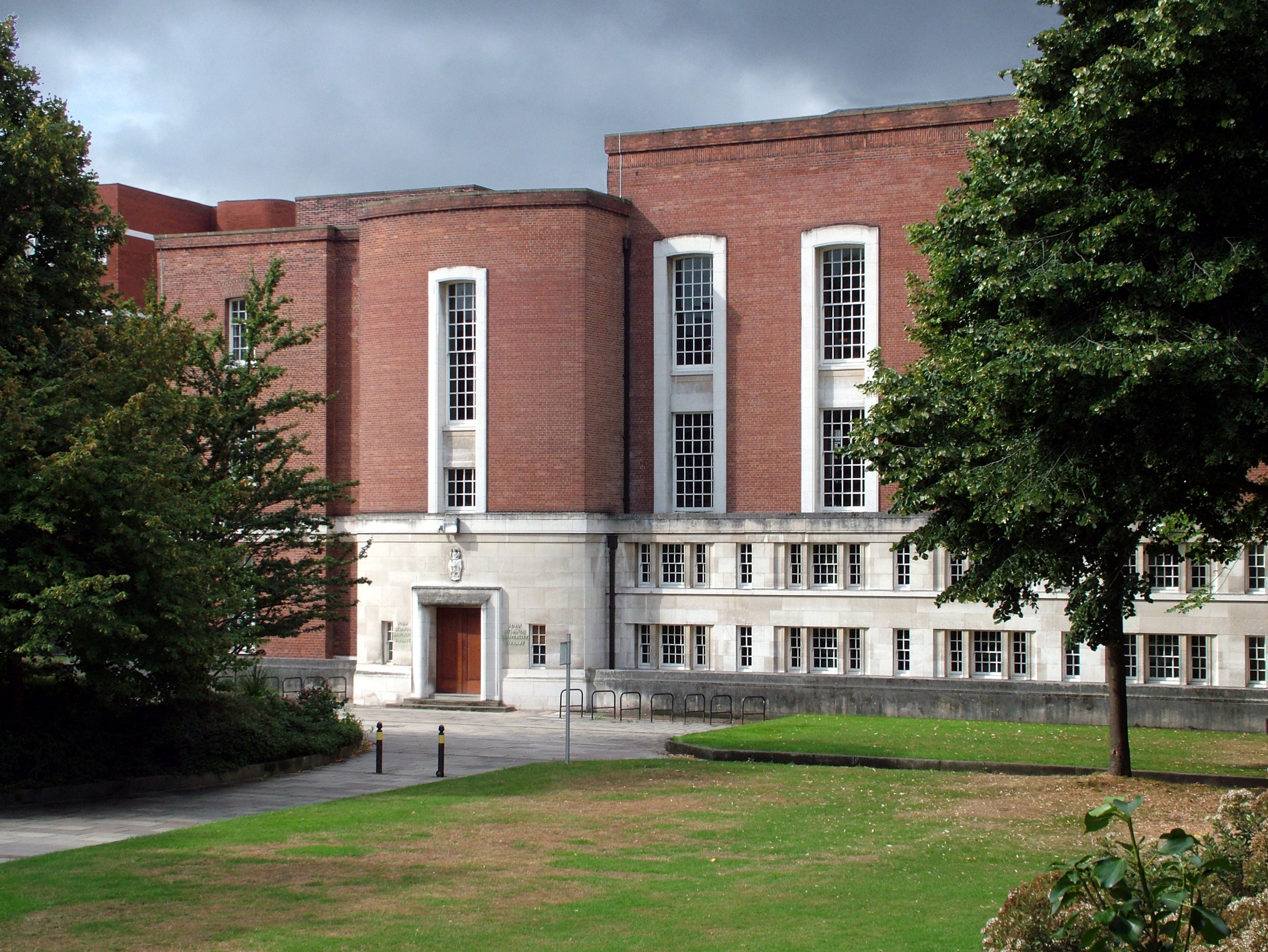
Biblioteca Universitária John Rylands, 2006

A Biblioteca Universitária John Rylands (em inglês John Rylands University Library ou JRUL) é a biblioteca e centro de informação da Universidade de Manchester, na Inglaterra.
A biblioteca foi formada em 1972, com a fusão da Universidade de Manchester com a biblioteca John Rylands. Esta última havia sido fundada por Enriqueta Rylands, viúva de John Rylands (1801-1888)   em 1899, em Deansgate, no centro da cidade de Manchester, e aberta em 1900. Em 2004, o acervo da UMIST uniu-se ao da JRUL, depois da fusão das duas universidades. A JRUL é a maior biblioteca do Reino Unido, e cobre todas as áreas abarcadas pela universidade. Providencia uma grande variedade de serviços académicos e de investigação para o público em geral.
A JRUL tem também fama por conter o fragmento original mais antigo do Novo Testamento e uma das duas cópias existentes da impressão de William Caxton da obra Le Morte d'Arthur, de 1485.